# Teia
Teia (alternativt Teja, Theia, Thila, Thela, Thejas), död 552 eller 553, ostrogoternas siste kung i Italien.
Teia kan ha varit närstående Totila och valdes efter dennes död i slaget vid Busta Gallorum att efterträda honom. Han förde de styrkor han kunde samla söderut och sökte stöd från de mest framträdande ostrogoter som fanns kvar i riket. Den av Bysans utsände general Narses hann upp honom söder om Neapel och i slaget vid Mons Lactarius besegrades den sista ostrogotiska hären, Teia och flera av hans närmaste män dödades, några tillfångatogs och endast ett fåtal undkom.
Ett mindre uppror ägde rum i norra Italien under senare halvan av 550-talet men slogs ner, ledaren Widin infångades 561 eller 562 och de överlevande ostrogoterna antas ha tagit sin tillflykt till visigoternas spanska rike - efter Teia försvinner ostrogoterna från historien.